# Thee Michelle Gun Elephant
Thee Michelle Gun Elephant (часто скорочено TMGE) — японський гурт, що виконував музику переважно у жанрі гаражний рок. Заснований у 1991 році

## Історія гурту
Гурт був створений у 1991 році, коли Чіба, Уено та Кухара були студентами Токійського університету Мейдзі Гакуїн. Пізніше на їх розвиток вплинули The Roosters. Їхня незвична назва виникла, коли деякий друг неправильно вимовив назву запису раннього джем-сейшу (містить кавер-версії Thee Headcoats і Machine Gun Etiquette з альбому The Damned).Через кілька років до групи приєднався Футоші Абе.
Після самостійно випущеного EP у 1995 році музиканти підписали контракт з лейблом Nippon Columbia Triad, випустивши альбом Cult Grass Stars у 1996 році, а пізніше того ж року — High Time. Тоді ж гурт отримав перший значний успіх у чартах своєї країни. Chicken Zombies (1997) потрапив у п'ятірку кращих. Альбом групи 1998 року Gear Blues був першим, який вийшов у США (у 2000 році). Багато їхніх пісень також було використано як саундтреки до японського фільму Blue Spring (фільм) 2002 року.
Гурт оголосив, що розпадеться 11 жовтня 2003 року після туру Last Heaven по Японії.
Гітарист Футоші Абе помер від гострої гематоми в липні 2009 року, а вокаліст Юсуке Тіба помер через ускладнення раку стравоходу в листопаді 2023 року

## Інші проєкти
Усі чотири учасники мали інші музичні проєкти або грали з іншими групами як під час роботи в TMGE, так і після їх розпаду. Деякі з них такі:
Юсуке Тіба (1968—2023)
- ROSSO (вокал, гітара та написання пісень для всіх релізів)
- The Birthday (вокал, гітара та написання пісень для всіх релізів)
- The Midwest Vikings (вокал, гітара та написання пісень під псевдонімом «LACOSTE»)
- Ворон
- Midnight Bankrobbers
- Золоті мокрі пальці
- Snake On The Beach (Сольний проєкт стартував у 2012 році)
- Tokyo Ska Paradise Orchestra (вокал в одній пісні з альбому «Stompin» On Down Beat Alley)
- Bugy Craxone (вокал в одній пісні, «Hito to Hikari»)

Казуюкі Кухара (1969–)
- ROSSO (ударні на деяких живих виступах)
- The Birthday (барабани на всіх релізах)
- The Midwest Vikings (барабани та піаніка під псевдонімом «HANG TEN»)
- Yoko Utsumi 's YOKOLOCO BAND (барабани в пізніших релізах)
- Shigeki Hamabe (ударні на перших двох альбомах)
- MJQ (ударні на всіх випусках)

Кодзі Уено (1968–)
- Радіо Керолайн (Бас у всіх випусках)
- The Hiatus (Бас на всіх релізах)

Футоші Абе (1966—2009)
- KOOLOGI (гітара на першому альбомі)
- Barebones
- Strawberry Jean

## Дискографія

### Альбоми
- Maximum! Maximum!! Maximum!!! (1993) Самовипуск
- Cult Grass Stars (1996)
- High Time (1996)
- Chicken Zombies (1997)
- Gear Blues (1998)
- Casanova Snake (2000)
- Rodeo Tandem Beat Specter (2001)
- Sabrina Heaven (2003)
- Sabrina No Heaven (2003)

### Концертні альбоми
- Casanova Said «Live or Die» (2000)
- Last Heaven's Bootleg (2003)

### Сингли
- Sekai no Owari (1996)
- Candy House (1996)
- Лілія (1996)
- Культура (1997)
- Вставай Люсі (1997)
- Птахолюди (1997)
- GWD (1998)
- Out Blues (1998)
- Smokin' Billy (1998
- GT400 (2000)
- Baby Stardust (2000)
- Абакарета-Секай (2001)
- Taiyou wo Tsukande Shimatta (2002)
- Girl Friend (2003) Trippin' Elephant
- Електричний цирк (2003)

### DVD-диски
TMGE випустили кілька концертних і PV DVD. У січні 2010 року Nippon Columbia випустила 10-дисковий живий DVD-диск під назвою «THEE LIVE».